# Coupable sans visage
Pour plus de détails, voir Fiche technique et Distribution.
Coupable sans visage (titre original : Conduct Unbecoming) est un film de procès britannique réalisé par Michael Anderson, sorti en 1975.

## Synopsis
Vers 1880, deux jeunes officiers britanniques rejoignent leur régiment en Inde. L'un d'eux, le lieutenant Drake (Michael York), originaire de la classe moyenne, est pressé de se couler dans le moule, tandis que l'autre, le lieutenant Millington (James Faulkner), fils d'un général, voudrait partir dès que possible. Les deux nouveaux apprennent les traditions du régiment, même les plus curieuses.
Mme Scarlett (Susannah York), la jolie veuve d'un capitaine à qui on a attribué la croix de Victoria à titre posthume, est régulièrement présente aux soirées du régiment. Une nuit, Millington se soûle au mess et tente de séduire Mme Scarlett dans le jardin. Elle le repousse, mais quelques instants après, elle revient au mess blessée, choquée, jurant que Millington l’a agressée. Une cour martiale informelle se met en place et Drake est sommé de défendre Millington. Bien que Drake subisse la pression de son officier supérieur pour que Millington plaide coupable afin de clore le procès rapidement, il refuse afin que l'accusé ait un procès équitable. Drake apprend d'un serviteur indien qu'une autre veuve a subi une attaque similaire six mois auparavant, bien avant leur arrivée. Mme Scarlett finit par admettre que ce n'est pas Millington qui l'a attaquée, mais refuse de dénoncer le véritable coupable. Millington, reconnu innocent, est accueilli par ses frères d'armes, mais Drake, dégoûté par ce qu'il a découvert, démissionne. Un officier, qui sait qui est le véritable coupable, cache Drake dans l'ombre pour qu'il puisse être témoin de ce qui va se passer.

## Fiche technique
- Titre original : Conduct Unbecoming
- Titre français : Coupable sans visage
- Réalisation : Michael Anderson
- Scénario : Robert Enders, d'après la pièce de Barry England
- Direction artistique : Ted Tester
- Décors : John Jarvis
- Costumes : Joan Bridge, Elizabeth Haffenden
- Photographie : Robert Huke
- Son : Ken Scrivener, George Stephenson
- Montage : John Glen
- Musique : Stanley Myers
- Production : Michael Deeley, Andrew Donally, Barry Spikings
- Société de production : Lion International, Crown Production Company
- Société de distribution :  British Lion Film Corporation,  Allied Artists Pictures
- Pays d'origine :  Royaume-Uni
- Langue originale : anglais
- Format : couleur (Technicolor) — 35 mm — 1,75:1 — son mono
- Genre : Film dramatique
- Durée : 107 minutes
- Dates de sortie : 
  - États-Unis : 5 octobre 1975
  - Royaume-Uni : 20 mai 1976
  - France : 30 mars 1977
- Affiche : Macario Gómez Quibus (Espagne)

## Distribution
- Michael York : Lieutenant Arthur Drake
- Richard Attenborough : Major Lionel E. Roach
- Trevor Howard : Colonel Benjamin Strang
- Stacy Keach : Capitaine Harper
- Christopher Plummer : Major Alastair Wimbourne
- Susannah York : Mme Marjorie Scarlett
- James Faulkner : Lieutenant Edward Millington
- Michael Culver : Lieutenant Richard Fothergill